# Montañas Knockmealdown
Las montañas Knockmealdown (Sléibhte Chnoc Mhaoldomhnaigh en irlandés) son una cordillera que discurre a lo largo de la frontera entre los condados de Tipperary y de Waterford, en la República de Irlanda. 
La montaña más alta es el Cnoc Mhaoldomhnaigh  (794 m s. n. m.).